# 耶律统古与
耶律统古与（12世纪？—1217年），契丹人，1216年，和耶律乞奴、耶律金山在澄州（今辽宁省海城市）拥立耶律厮不为帝，国号辽。之后，东辽内讧不断，耶律厮不和继立的監國耶律乞奴先后被杀。在遭到金国和蒙古帝国的双重打击，东辽东渡鸭绿江，直至高丽国西京平壤，渡大同江。1217年，统古与杀死自称大辽收国王、夺取耶律乞奴权力的耶律金山，自立为王。旋即耶律喊舍又杀统古与，亦自立为王。